# Джаганґір Батт
Джаганґір Батт (17 квітня 1943 — 7 вересня 2021) — пакистанський хокеїст на траві.
Олімпійський чемпіон 1968 року, срібний призер 1972 року.
Переможець Азійських ігор 1970 року, срібний призер 1966 року.
Чемпіон світу 1971 року.